# Vilhelm Hammershøi

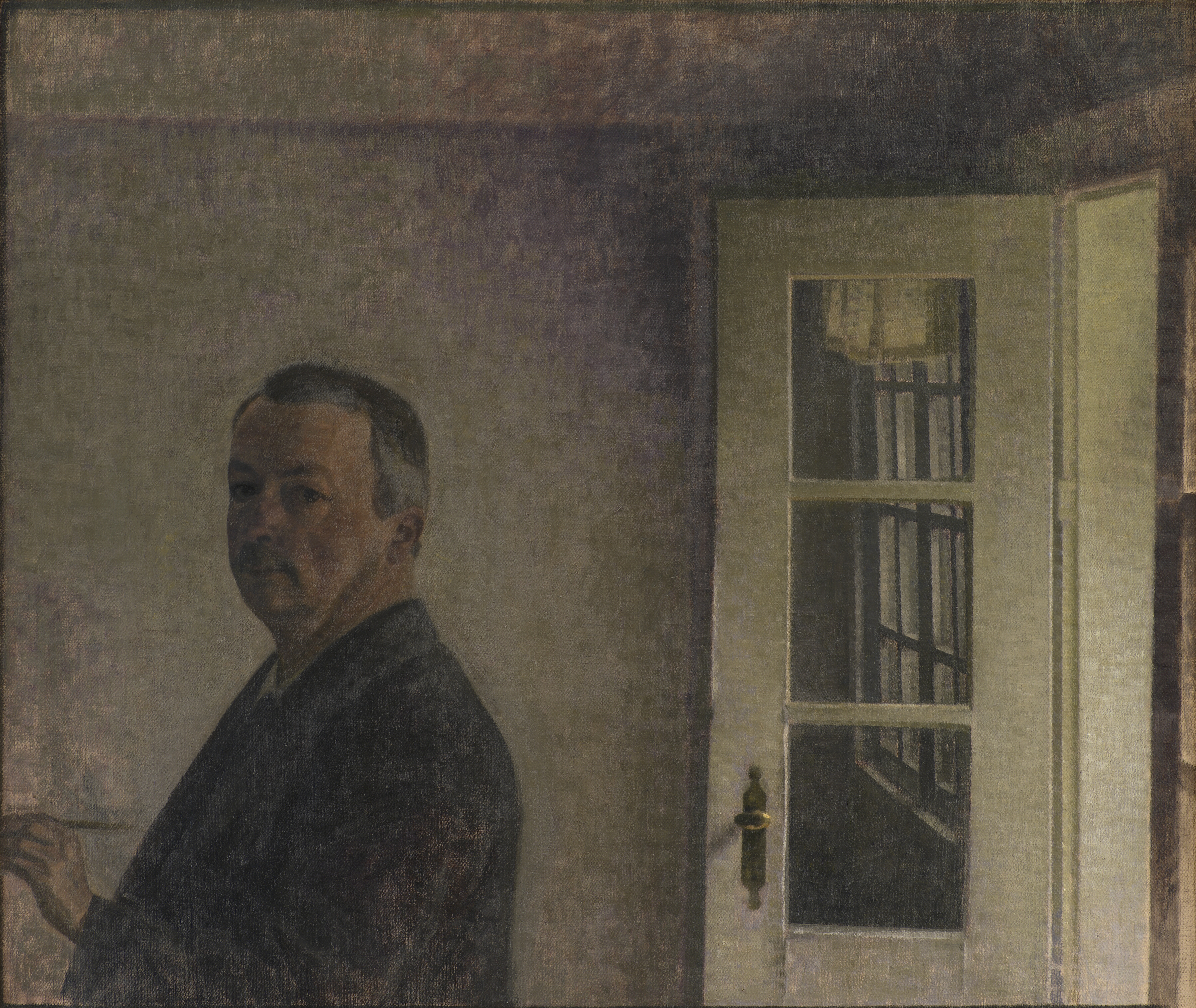
Selbstporträt, 1911

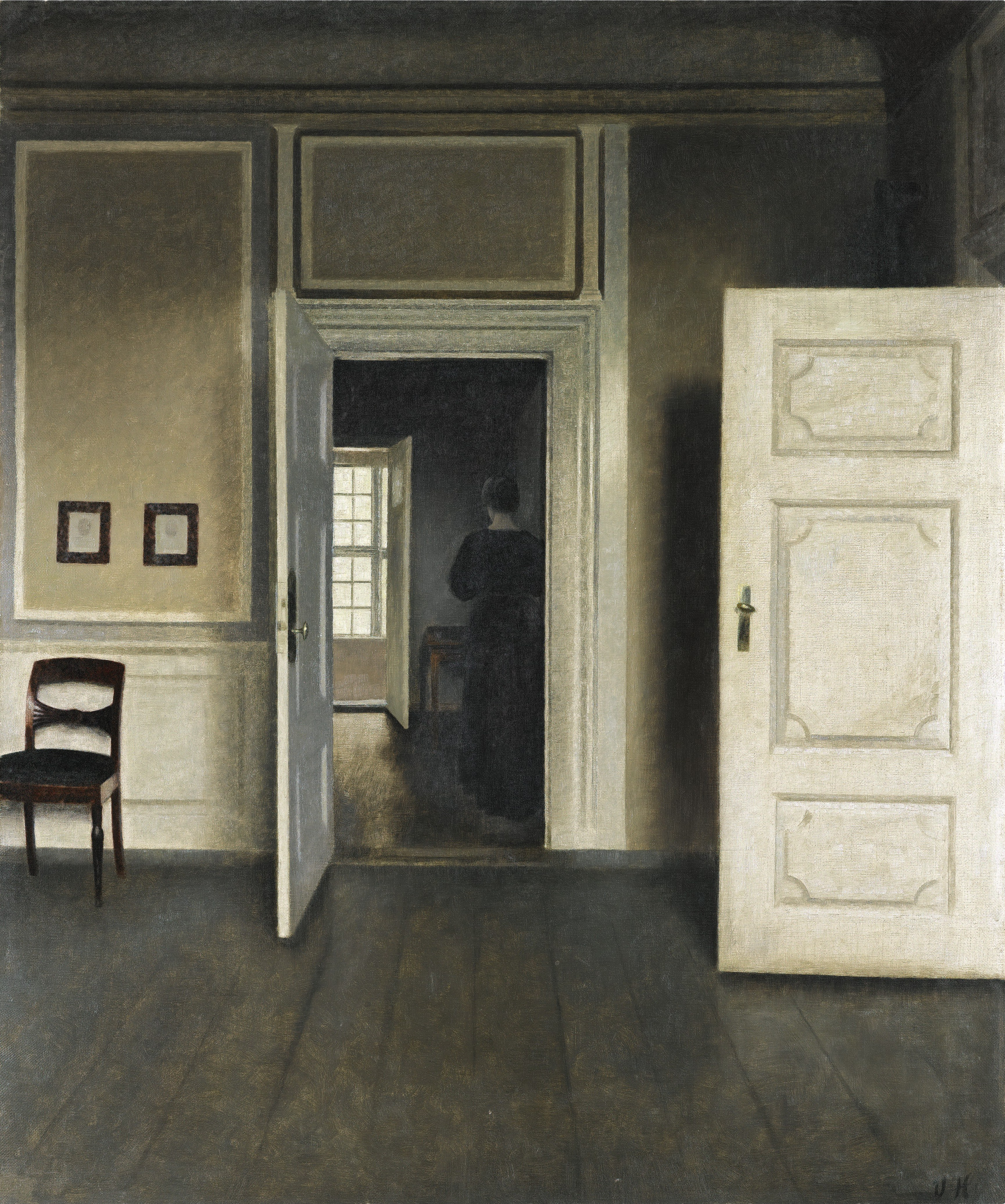
Vilhelm Hammershøi, Interieur. Strandgade 30, 1901, Städel Museum, Frankfurt am Main

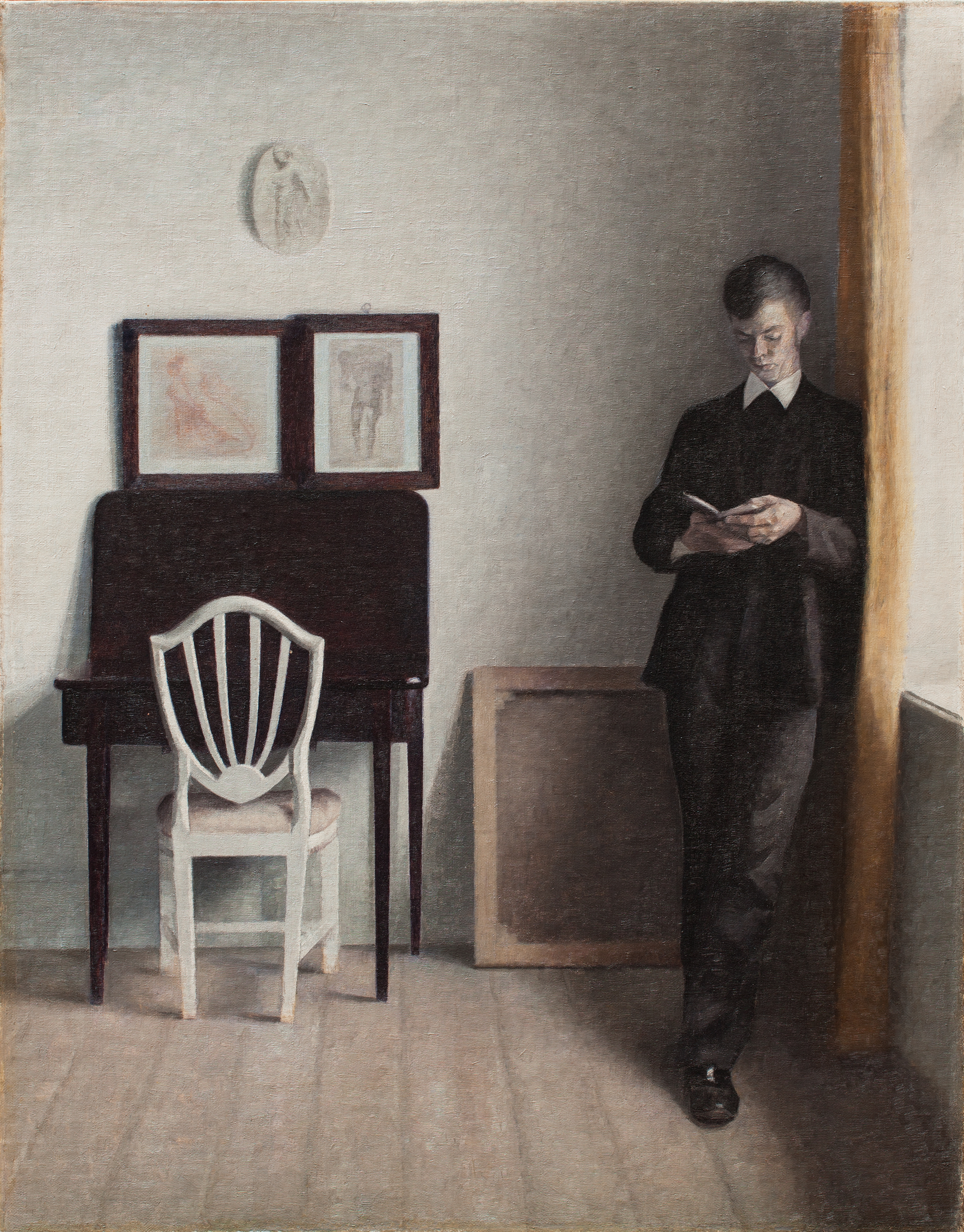
Vilhelm Hammershøi: Zimmer mit lesendem jungen Mann, 1898,
Den Hirschsprungske Samling

Vilhelm Hammershøi (* 15. Mai 1864 in Kopenhagen; † 13. Februar 1916 in Kopenhagen) war ein dänischer Maler und gilt als Vertreter des Symbolismus. Seine melancholischen Interieurs, Porträts, Landschafts- und Architekturdarstellungen erinnern an den US-amerikanischen Maler James McNeill Whistler, den Hammershøi sehr verehrte. Dem auch als „dänischer Vermeer“ bezeichneten Maler wurden, seit seiner „Wiederentdeckung“ in den 1990er Jahren, Retrospektiven im Musée d’Orsay und im Solomon R. Guggenheim Museum gewidmet.

## Leben

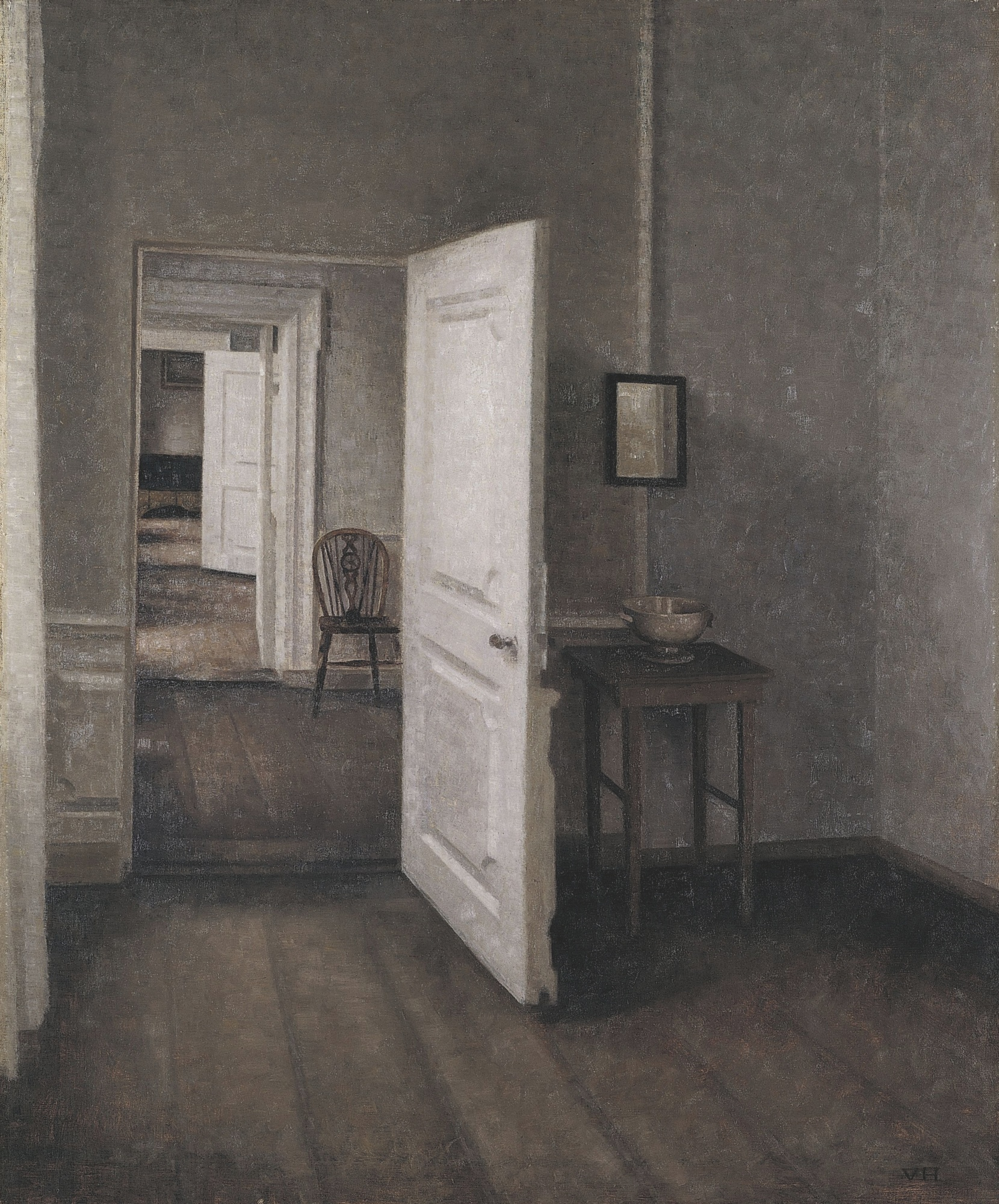
Vilhelm Hammershoi: Die vier Zimmer, 1914, Öl auf Leinwand, 85 × 70,5 cm, Ordrupgaard, Kopenhagen

Als Sohn einer bürgerlichen Familie erhält Vilhelm Hammershøi eine frühe Förderung seines Talents. Er wird am 15. Mai 1864 im Haus seines Großvaters C. F. Rentzmann in der Straße Ved Stranden 2 geboren. Sein Vater ist der Kaufmann Christian P. Hammershøi (1828–1893), seine Mutter ist Frederikke Hammershøi, geborene Rentzmann (1838–1914). 1871 bezieht die Familie ein neues Haus an der Frederiksberg-Allee 34.
Ab dem achten Lebensjahr nimmt er Zeichenunterricht und besucht von Oktober 1879 bis April 1884 die Königlich Dänische Kunstakademie Kopenhagen und studiert nebenbei im Jahr 1883 an Kunstnernes Frie Studieskoler von Peder Severin Krøyer. In der Charlottenburger Frühjahrsausstellung gibt er 1885 sein Debüt mit seinem Porträt eines jungen Mädchens, das eine Kontroverse auslöst. Darauf reist er nach Berlin und Dresden, sowie 1887 in die Niederlande und nach Belgien. 1888 wird der Zahnarzt Alfred Bramsen (1851–1932) sein fortan wichtigster Sammler. Auf der Pariser Weltausstellung 1889 ist Hammershøi mit vier Werken in der dänischen Ausstellung vertreten. Als Hammershøis Bild Schlafzimmer von der Ausstellung der Kopenhagener Kunstakademie abgelehnt wird, gründet der Künstler Johan Rohde mit Hammershøi Die Freie Ausstellung (Den Frie Udstilling), in der auch Hammershøis Werke ausgestellt werden.
Am 5. September 1891 heiratet Hammershøi Ida Illsted (1869–1949), mit der er noch am selben Tag nach Paris abreist. Seine Frau ist eine Schwester seines Studienfreundes Peter Ilsted (1861–1933). Nach Stationen in den Niederlanden und Belgien erreichen sie die französische Hauptstadt um den 26. September 1891. Hammershøi mietet eine Wohnung an der Avenue Kléber und macht wichtige Bekanntschaften, unter anderem die des Kunsthändlers Paul Durand-Ruel, und begegnet erneut dem Kritiker Théodore Duret. Nach der Rückkehr nach Kopenhagen 1892 zieht das Ehepaar in eine Wohnung in der Rahbeks-Allee im Stadtteil Frederiksberg.
Hammershøis Vater Christian stirbt am 27. April 1893. Im selben Jahr erhält der Maler ein Stipendium der Akademie für einen Aufenthalt in Italien. Er weilt darauf in Florenz, Fiesole, Siena, Padua, Venedig und Verona. Im Frühling 1894 wird sein Werk Artemis auf der Den frie Udstilling gezeigt. 1897 wechselt er erneut seine Wohnung und zieht in ein neu gebautes Mehrfamilienhaus in Åhuset. Im selben Jahr erwirbt Sergei Djagilew zwei heute verschollene Arbeiten Hammershøis. Ende 1897 und erneut von Januar bis Mai 1898 lebt Hammershøi in London. Den von ihm verehrten Maler James McNeill Whistler zu treffen, gelingt ihm jedoch nicht, obwohl sich dieser zur selben Zeit in England aufhält. Nach seiner Rückkehr bezieht er im September die Wohnung im ersten Stock an der Strandgade 30, die er in zahlreichen Gemälden verewigen sollte.
1902 entstehen zwei Arbeiten für das Rathaus von Kopenhagen. Danach verbringt Hammershøi die Zeit von Oktober 1902 bis Februar 1903 in Rom, Neapel und Paestum. 1903 lernt Hammershøi den englischen Pianisten Leonard Borwick kennen, den er im selben Jahr, sowie auch 1904, in England besucht. 1905 kauft der einflussreiche Berliner Kunsthändler Paul Cassirer mehrere Bilder von Hammershøi und widmet dem Maler 1906 eine Einzelausstellung in seiner Hamburger Galerie. 1909 wechselt er erneut die Wohnung, seine neue Adresse lautet Kvæsthusgade 6. 1909 wird Hammershøi zum Mitglied der Generalversammlung und 1910 zum Ratsmitglied der Kunstakademie ernannt. Es folgten Auszeichnungen wie der erste Preis auf der Esposizione Internazionale di Roma – Mostra di belle arti in Rom (1911). Ab 1910 ist nun die Bredgade 25 seine Bleibe. Ein letztes Mal wechselt er 1913 in eine Wohnung der Asiatischen Handelskompanie an der Strandgade 25. 1915 malt Hammershøi sein letztes Bild. 1914, kurz nach dem Tod seiner Mutter am 11. Juni, erkrankt Hammershøi an Rachenkrebs. An dieser Krankheit stirbt er 1916 im Stadtkrankenhaus in Kopenhagen.

## Rezeption
Durch dessen Teilnahme an einer Ausstellung im Städtischen Kunstpalast in Düsseldorf wird der Dichter Rainer Maria Rilke 1904 auf Hammershøi aufmerksam und schrieb nach einem Besuch bei ihm in Kopenhagen:

„Gestern habe ich zum erstenmal Hammershøi gesehen… ich bin sicher, je öfter man ihn sieht, desto deutlicher wird man ihn erkennen, und desto mehr wird man seine wesentliche Schlichtheit finden. Ich werde ihn wiedersehen, ohne mit ihm zu sprechen, denn er spricht nur Dänisch und versteht kaum Deutsch. Man fühlt, daß er nur malt und nichts anderes kann oder will.“

## Werke
Vilhelm Hammershøis Bilder zeichnen sich durch Stille und Melancholie aus. Die Interieur- und Landschaftsgemälde wirken kahl und puristisch, die Städte auf den in Kopenhagen, London und Rom entstandenen Architekturdarstellungen sind verlassen und düster. Die meist in gedeckten Grau-, Weiß-, Grün- und Blautönen gehaltenen Werke erinnern an die mittelalterliche Grisaille-Malerei. Auch sein Pastell-Selbstporträt aus der Zeit um 1890 (in Privatbesitz) wird durch die Grautöne bestimmt.
Bekannte Bilder von Hammershøi sind:
- 1899, Interieur mit brieflesender Frau, Strandgade 30, Privatsammlung.[3]
- 1900, Tanz der Staubkörnchen in den Sonnenstrahlen, Ordrupgaard Museum, Charlottenlund bei Kopenhagen.
- 1901, Interieur, Strandgade 30, Städel Museum, Frankfurt am Main.
- 1903, Gentofter See, Privatsammlung.
- 1903/1904, Interior, Strandgade 30, Randers Kunstmuseum.
- 1905, Weiße Türen/Offene Türen, Davids Sammlung, Kopenhagen.

## Werke mit Schattenwürfen von Fenstern

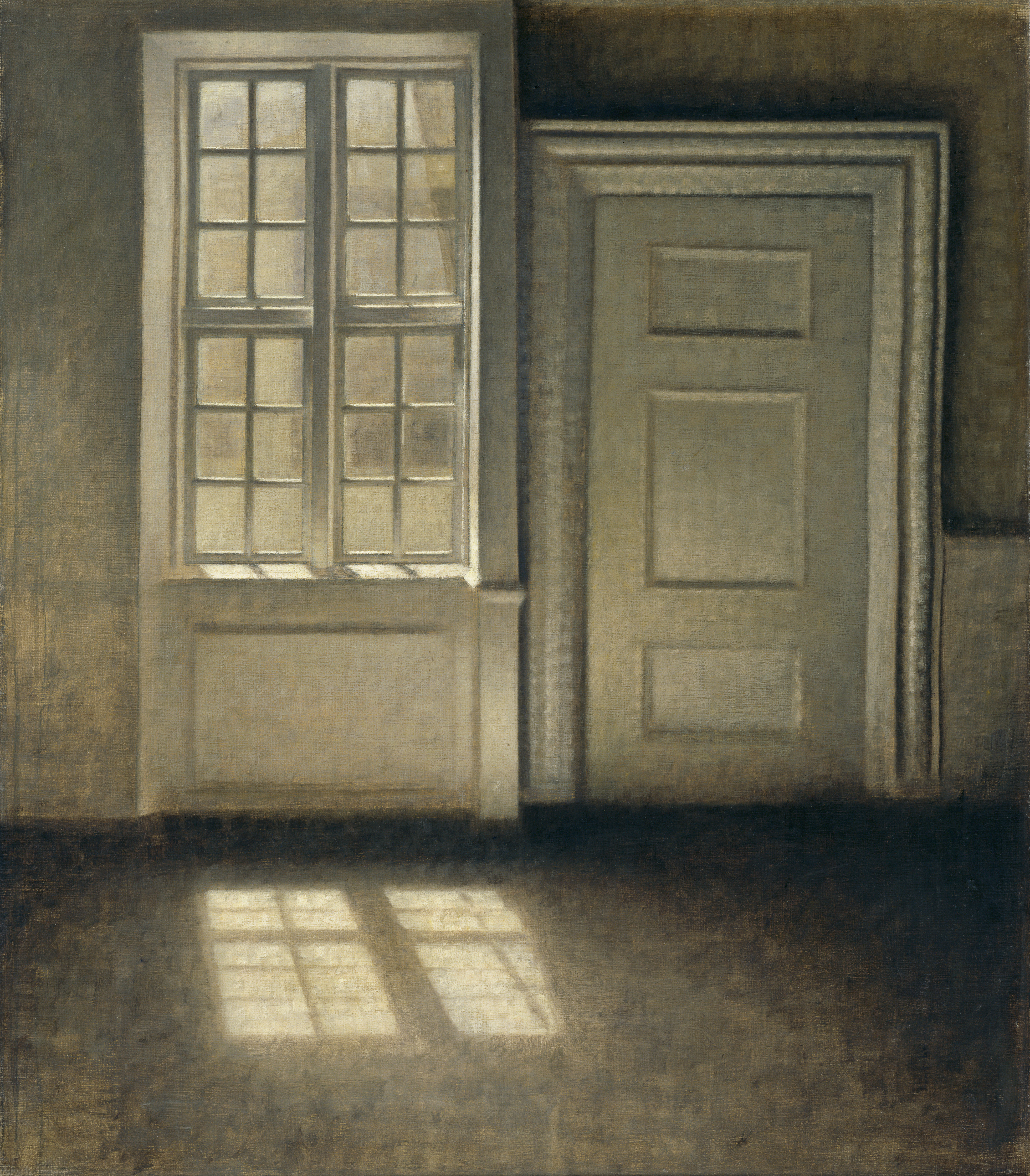
Studie, 1906
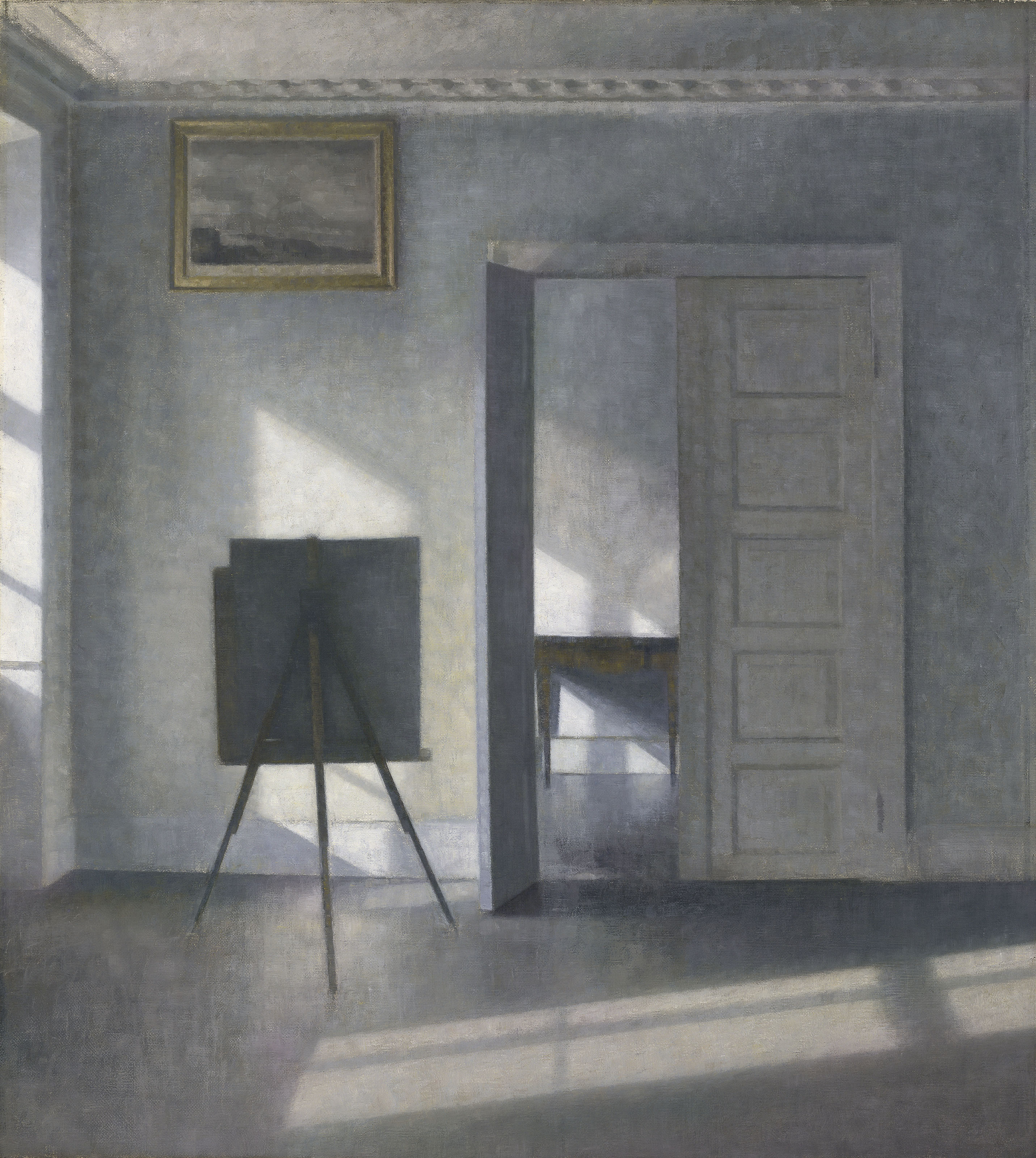
Interieur mit Staffelei
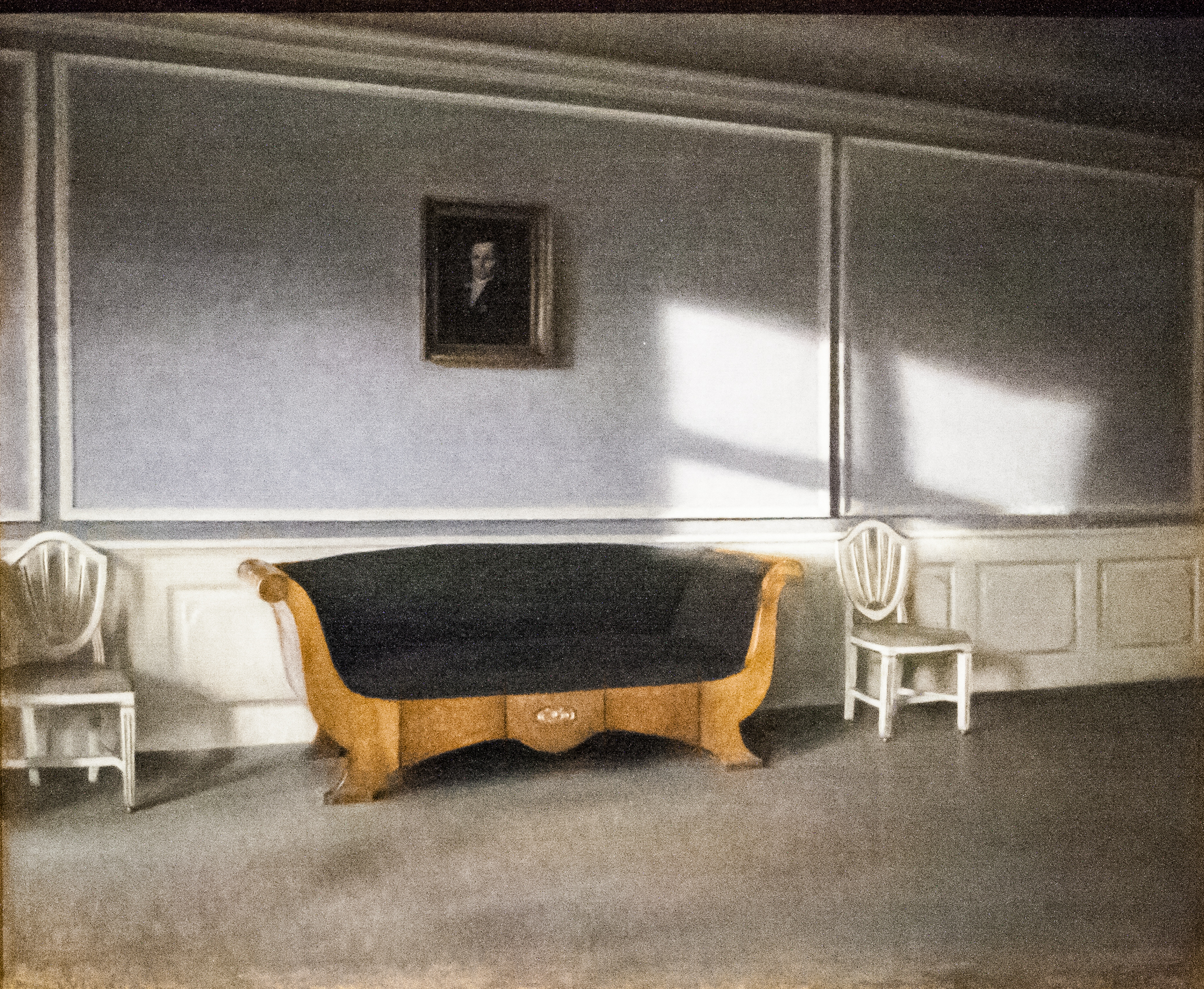
Sonnenschein im Salon III, Schwedisches Nationalmuseum
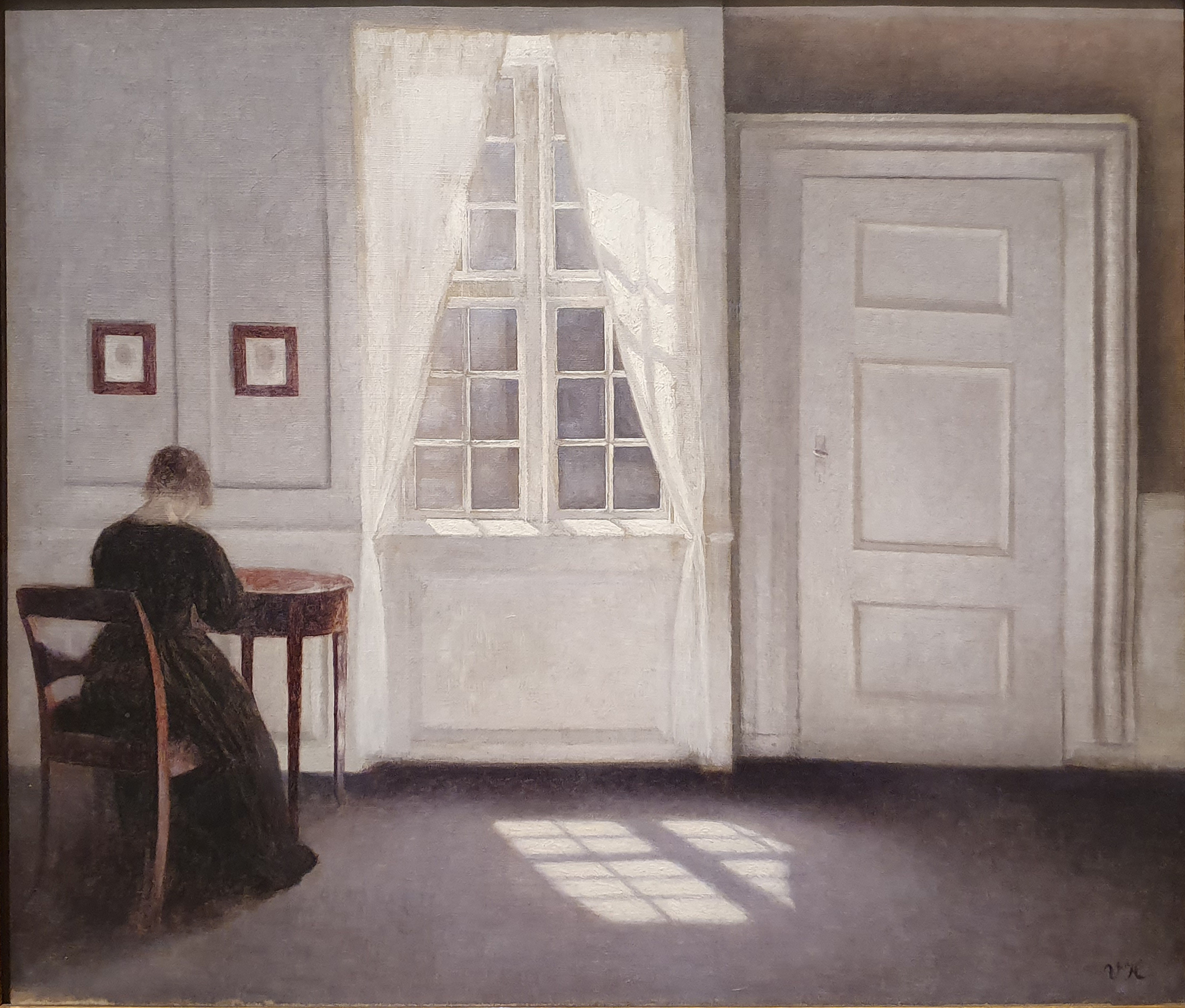
Zimmer in Strandgade, 1902